# دييغو باربر
دييغو باربر (بالإسبانية: Diego Barber)‏ هو عازف قيثارة وملحن إسباني، ولد في 1978 في لانزاروت في إسبانيا.

## وصلات خارجية
- دييغو باربر على موقع ميوزك برينز (الإنجليزية)
- دييغو باربر على موقع ديسكوغز (الإنجليزية)